# Charles Rocket
Charles Rocket, né Charles Adams Claverie le 24 août 1949 à Bangor, Maine (États-Unis), est un acteur américain. Il se suicide le 7 octobre 2005 à Canterbury, Connecticut (États-Unis),.

## Biographie
Charles Rocket naît à Bangor, dans le Maine, fils de Mary Aurelia (née Fogler) et de Sumner Abbott "Ham" Claverie. Il a fréquente l'École de design de Rhode Island à la fin des années 1960.
Il a fait ses débuts lors de l'émission télé Saturday Night Live en 1980-1981. Il a quitté l'émission en février 1981. Il a ensuite travaillé régulièrement dans le cinéma, avec des rôles dans des films tels que Hocus Pocus, Earth Girls Are Easy, It's Pat, Steal Big Steal Little, How I Got into College, Dances with Wolves, et Dumb and Dumber, jouant souvent des rôles comiques.
À la télévision, en plus des apparitions en tant que vedette invitée dans plusieurs sitcoms des années 1980, Rocket a joué dans les séries Max Headroom, Clair de lune  et Les Anges du bonheur.
En plus de son travail d'acteur, Rocket a joué de l'accordéon sur l'album Mesopotamia de The B-52's produit par David Byrne et sur l'album Amarcord Nino Rota, produit par le coordinateur de musique de Saturday Night Live Hal Willner.
Il a également fourni la voix de Leo Lionheart Jr. dans les vidéos MGM Sing-Alongs en 1997.
Rocket a épousé sa petite amie de collège, Beth Crellin, en 1972. Leur fils, Zane, est né en 1976. Ils sont restés unis jusqu'à la mort de l'acteur. Rocket a été retrouvé mort dans un champ de sa propriété du Connecticut le 7 octobre 2005, la gorge tranchée. Dix jours plus tard, le médecin légiste de l'État attribuait sa mort à un suicide. L'enquête policière a déterminé qu'il n'y avait aucun aspect criminel dans l'affaire. Rocket avait 56 ans.

## Filmographie
- 1975 : Saturday Night Live (série télévisée) : Various (1980-1981)
- 1984 : The Outlaws (TV) : Stanley Flynn
- 1985 : Vacances de folie (Fraternity Vacation) de James Frawley : Madman Mac
- 1985 : Des filles de rêve (California Girls) (TV) : Barry
- 1985-1989 : Clair de lune ("Moonlighting") (série télévisée) : Richard Addison
- 1986 : Tout va trop bien  (Miracles) : Michael
- 1987 : Le Trésor de San Lucas (Down Twisted) : Reno
- 1988 : Objectif terrienne (Earth Girls Are Easy) : Ted
- 1988 : Murphy, l'art et la manière d'un privé très spécial (Murphy's Law) (série télévisée) : Victor Beaudine (1988-1989)
- 1989 : Comment devenir beau, riche et célèbre (How I Got Into College) : Leo Whitman
- 1990 : Honeymoon Academy : Alex DeBains
- 1990 : Danse avec les loups (Dances with Wolves) : Lt. Elgin
- 1991 : Un crime dans la tête (Delirious) : Ty Hedison
- 1992 : Tequila et Bonetti (Tequila and Bonetti) (série télévisée) : Capt. Midian Knight
- 1993 : Wild Palms (Wild Palms) (feuilleton TV) : Stitch
- 1993 : Hocus Pocus : Les Trois Sorcières : Dave Dennison
- 1993 : Short Cuts : Wally Littleton
- 1993 : Brain Smasher... A Love Story (vidéo) : Jones
- 1992 : Flying Blind (en) (série télévisée) : Dennis Lake (1993)
- 1994 : Charlie's Ghost Story : Van Leer
- 1994 : Pionniers malgré eux (Wagons East) : Gen. William H. Larchmont
- 1994 : It's Pat : Kyle Jacobsen
- 1994 : Dumb & Dumber : Nicholas Andre
- 1995 : Faux frères, vrais jumeaux (Steal Big Steal Little), d'Andrew Davis : Sheriff Otis
- 1995 : The Home Court (série télévisée) : Judge Gil Fitzpatrick
- 1995 :Tom et Huck : Judge Thatcher
- 1997 : The Killing Grounds : Mel Desordo
- 1997 : Meurtre à la Maison-Blanche (Murder at 1600) : Jeffrey Arthur Groves
- 1997 : La Fête des pères (Fathers' Day) : Russ Trainor
- 1998 : Dry Martini : Sam
- 1999 : X-Files (épisode Brelan d'as) : Grant Ellis
- 1999 : Carlo's Wake : Derek Donovan
- 2000 : Tex, the Passive-Aggressive Gunslinger : Bart
- 2000 : Titan A.E. : Firrikash / Slave Trader Guard (voix)
- 2000 : Normal, Ohio ("Normal, Ohio") (série télévisée) : Danny
- 2002 : New Suit : Del Strontium
- 2002 : Bleach : Reverend Jim
- 2003 : Les Maîtres du jeu (Shade) : Tony D.